# Retournac
Retournac är en kommun i departementet Haute-Loire i regionen Auvergne-Rhône-Alpes i centrala Frankrike. Kommunen ligger i kantonen Retournac som tillhör arrondissementet Yssingeaux. År 2022 hade Retournac 2 971 invånare.

## Befolkningsutveckling
Antalet invånare i kommunen Retournac
| Referens: INSEE |